# Taça Competência
A Taça Competência era uma competição de futebol brasileiro, do Estado de São Paulo.

## História
Em 1918, a (Associação Paulista de Esportes Atléticos (APEA) criou um torneio para os clubes do interior de São Paulo, o Campeonato do Interior. Como a entidade organizava um Campeonato Paulista - entre clubes da capital e de Santos, a APEA teve a ideia de criar um torneio que reunisse os dois campeões.
Esta é a Taça Competência, que foi disputada entre 1919 e 1932. O vencedor desta taça era proclamado Campeão do Estado de São Paulo.

## Campeões
| Ano  | Campeão do Interior     | Campeão da APEA       | Decisão da Taça Competência                                                                 |
| ---- | ----------------------- | --------------------- | ------------------------------------------------------------------------------------------- |
| 1918 | Taubaté                 | Paulistano            | Paulistano 5 x 0 Taubaté - (17 de agosto de 1919)                                           |
| 1919 | Paulista                | Paulistano            | Paulistano 5 x 4 Paulista - (10 de outubro de 1920)                                         |
| 1920 | Corinthians Jundiaiense | Palestra Itália       | O Palestra Itália venceu por W.O.                                                           |
| 1921 | Paulista                | Paulistano            | Paulistano 6 x 3 Paulista - (21 de abril de 1922)                                           |
| 1922 | Rio Branco              | Corinthians           | Corinthians 5 x 0 Rio Branco - (3 de maio de 1923)                                          |
| 1923 | Rio Branco              | Corinthians           | Corinthians 2 x 1 Rio Branco - (30 de março de 1924)                                        |
| 1924 | Não houve               | Corinthians           | Corinthians (*)                                                                             |
| 1925 | Velo Clube              | AA São Bento          | AA São Bento 2 x 0 Velo Clube - (18 de abril de 1926)                                       |
| 1926 | Elvira                  | Palestra Itália       | Palestra Itália 10 x 0 Elvira - (7 de agosto de 1927)                                       |
| 1927 | Botafogo                | Palestra Itália       | Palestra Itália 5 x 0 Botafogo - (20 de maio de 1928)                                       |
| 1928 | São Caetano EC          | Corinthians           | Não houve                                                                                   |
| 1929 | Floresta                | Corinthians           | Não houve                                                                                   |
| 1930 | Amparo                  | Corinthians           | Não houve                                                                                   |
| 1931 | XV de Piracicaba        | São Paulo da Floresta | Não houve                                                                                   |
| 1932 | Portuguesa Santista     | Palestra Itália       | Palestra Itália 6 x 0 2 x 2 Portuguesa Santista - (29 de janeiro e 19 de fevereiro de 1933) |

1934 - Juventus-SP (sob o nome de Fiorentino), foi campeão do torneio organizado pela FPF e disputou uma espécie de continuação da Taça Competência, contra a Ferroviária (Pindamonhangaba), campeã amadora do interior. O Fiorentino venceu a partida de ida, fora de casa, por 5 a 0, e em casa conseguiu mais uma vitória na Rua Javari, por 3 a 1, sagrando-se campeão do certame.
(*) O Corinthians venceu o Campeonato Paulista e foi declarado campeão do estado, pois o campeonato do interior não foi disputado, em virtude da Revolução de 1924.